# Pandemia di COVID-19 a Porto Rico

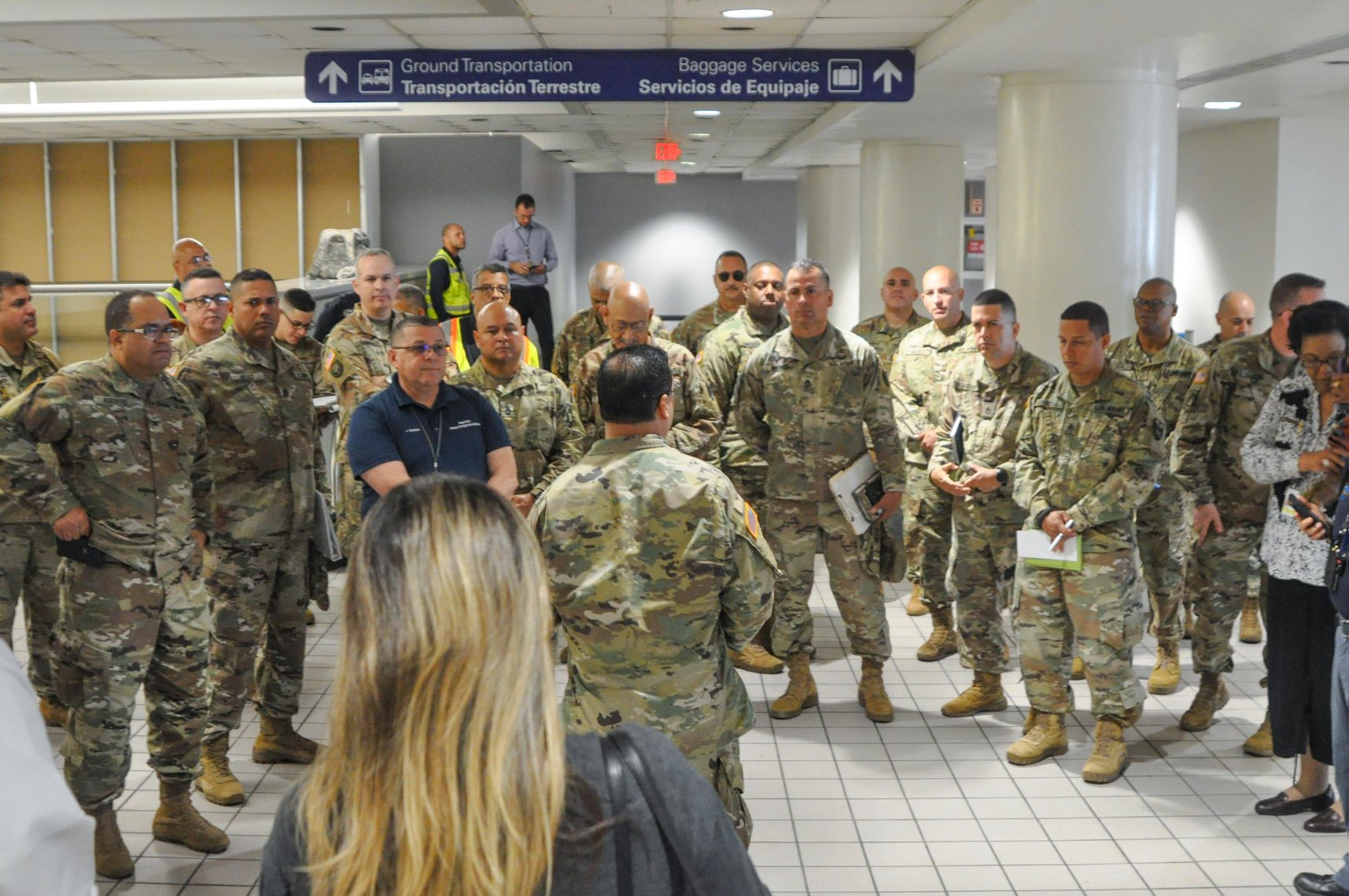
La Guardia nazionale portoricana e altri funzionari stabiliscono il piano d'azione per la proiezione COVID-19 presso l'Aeroporto internazionale Luis Muñoz Marín

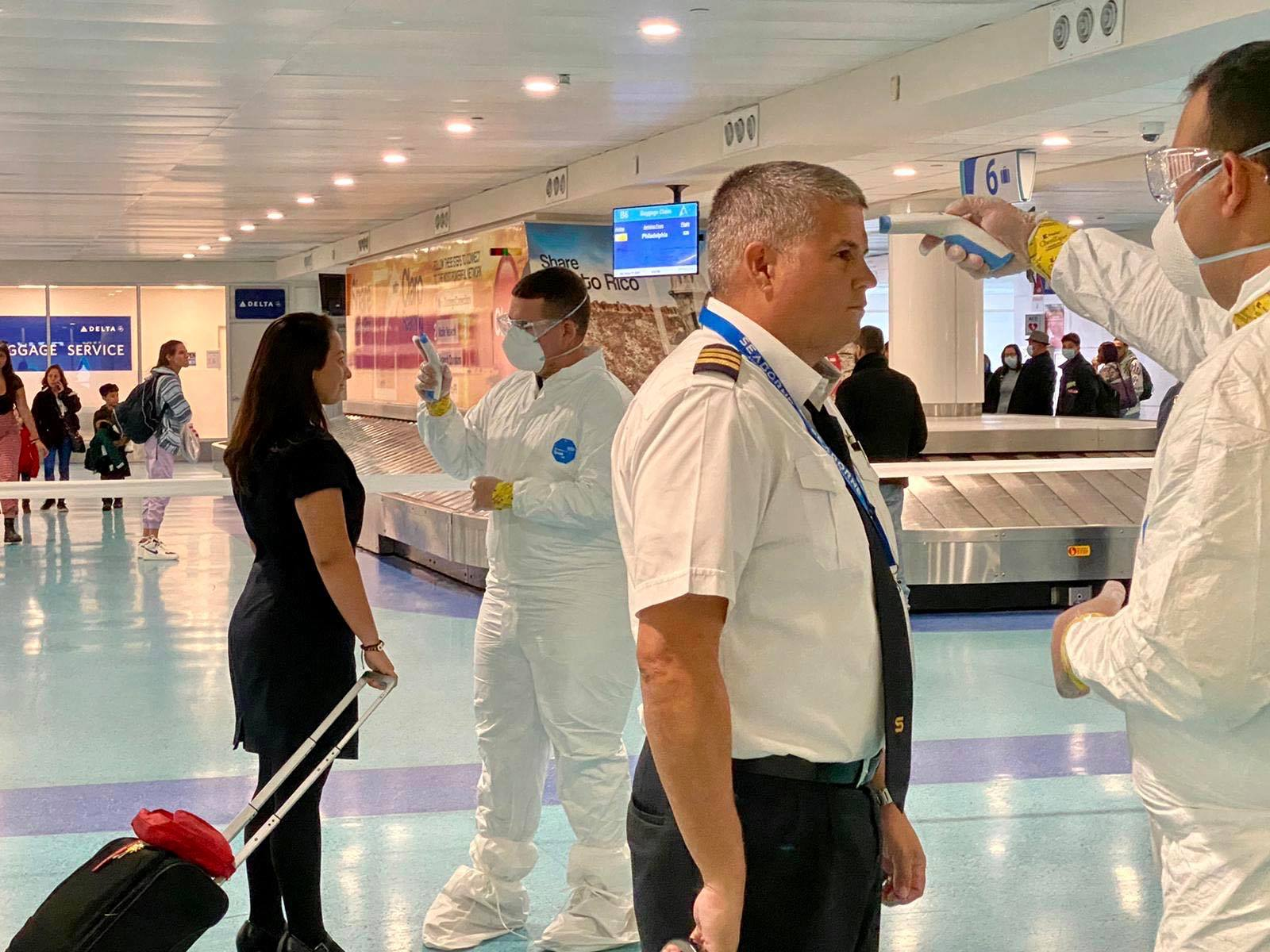
Piloti e personale aeronautico vengono controllati per COVID-19 all'aeroporto internazionale Luis Muñoz Marín

Il primo caso della pandemia di COVID-19 a Porto Rico è stato confermato il 13 marzo 2020, si trattava di una coppia di turisti italiani arrivati l'8 marzo a bordo della nave da crociera Costa Luminosa.

## Antefatti
Il 12 gennaio 2020, l'Organizzazione mondiale della sanità (OMS) ha confermato che un nuovo coronavirus era la causa di una nuova infezione polmonare che aveva colpito diversi abitanti della città di Wuhan, nella provincia cinese dell'Hubei, il cui caso era stato portato all'attenzione dell'OMS il 31 dicembre 2019.
Sebbene nel tempo il tasso di mortalità del COVID-19 si sia rivelato decisamente più basso di quello dell'epidemia di SARS che aveva imperversato nel 2003, la trasmissione del virus SARS-CoV-2, alla base del COVID-19, è risultata essere molto più ampia di quella del precedente virus del 2003, ed ha portato a un numero totale di morti molto più elevato.
Il 5 maggio 2023, l'Organizzazione mondiale della sanità dichiara ufficialmente la fine della pandemia.

## Cronistoria

### Eventi recenti
Quando è stato confermato a Porto Rico il primo caso di COVID-19 il 13 marzo, l'isola si stava ancora riprendendo da numerosi disastri naturali, tra cui l'uragano Maria e i terremoti di Porto Rico del 2019-2020. L'aumento del rischio di infezioni da virus è stato dato anche dal forte legame tra Porto Rico e la popolazione portoricana di New York, città che ha avuto il suo primo caso confermato di COVID-19 il 1 marzo, da dove molte persone sono arrivate sull'isola, una preoccupazione per i portoricani. Per questo motivo l'8 aprile la governatrice di Porto Rico Vázquez Garced ha chiesto alla FAA di interrompere i voli per Porto Rico dai "hot spot" statunitensi tra cui New York, New Jersey, Florida, Pennsylvania, Connecticut e Illinois.

### Infrastruttura sanitaria
Come il resto del mondo, compresi gli Stati Uniti, Porto Rico non era preparato per la pandemia di COVID-19 del 2020. Rispetto a quella degli Stati Uniti, la popolazione di Porto Rico era a maggior rischio di COVID-19 a causa di vari fattori aggiuntivi come una popolazione anziana, livelli più alti di povertà e una maggiore dipendenza da risorse pubbliche per l'accesso alle cure sanitarie. Nonostante questi fattori e carenze, entro il 16 aprile il Porto Rico aveva ridotto il numero dei decessi COVID-19 a meno del 17% rispetto ai decessi negli Stati Uniti quando i due si sono confrontati su una base per milione di abitanti. Una tabella pubblicata il 16 aprile da Statista, un localizzatore di casi COVID-19 in tutto il mondo, mostrava il numero di morti a Porto Rico a 15,96 per milione di abitanti, mentre quello negli Stati Uniti è stato di 94,54 per milione di abitanti.
È generalmente noto che il virus è più letale per le persone anziane e Porto Rico ha un'alta percentuale di persone anziane. Nel luglio 2019, quasi il 21% della popolazione di Porto Rico aveva più di 65 anni.
Inoltre, gli anziani residenti a Porto Rico hanno sette volte più probabilità di vivere in condizioni di povertà. Porto Rico ha circa 8.194 letti d'ospedale per la sua popolazione stimata (al 1 luglio 2019) di 3.193.694 residenti. La riforma dell'assistenza sanitaria del governatore Pedro Rosselló del 1993 ha aumentato la privatizzazione e la dipendenza da Medicaid o dal programma di assicurazione sanitaria per bambini per il 45% dei portoricani e Medicare per il 20% di essi.
Dal 2006, da quando Washington ha interrotto alcuni incentivi fiscali speciali, Porto Rico è entrato in una crisi economica, riducendo le sue entrate fiscali. Gli iscritti alla Medicaid portoricana ricevono 2.200 dollari all'anno contro 6.700 dollari negli Stati Uniti.
Il sottofinanziamento persistente, l'incertezza e le catastrofi naturali degli ultimi anni hanno indebolito il sistema sanitario di Porto Rico necessario per far fronte alla pandemia. A questo si è aggiunta la insufficienza delle risorse: le infrastrutture ospedaliere invecchiate, il numero dei medici diminuito tra il 2006 e il 2016 da 14.000 a 9.000 unità, la carenza di infermieri.

### Altro
Porto Rico ha affrontato i rischi di un focolaio fin dall'inizio. L'isola ha usato "alcuni dei passaggi più drammatici di qualsiasi giurisdizione statunitense per controllare il virus" e "diverse città e stati degli Stati Uniti hanno seguito l'esempio di Porto Rico, imponendo il coprifuoco e chiudendo le attività" per conto proprio. Il 29 febbraio, la governatrice di Porto Rico Wanda Vázquez Garced ha istituito una task force per esaminare in che modo il virus avrebbe potuto influenzare Porto Rico e per elaborare piani su come mitigare al meglio gli eventuali focolai. Dati i lunghi ritardi incontrati dal governo di Porto Rico nell'ottenere un'inversione di tendenza dai laboratori di Atlanta per i campioni sottoposti a test, il governo dell'isola ha adottato la posizione secondo cui ogni caso sospetto doveva essere trattato come un caso COVID-19 fino al ricevimento dei risultati dei test, dando indicazioni di tenuti i pazienti in isolamento per 14 giorni. Il 12 marzo, un giorno prima che il primo caso COVID-19 fosse confermato, il governatore ha dichiarato lo stato di emergenza e ha attivato la Guardia Nazionale di Porto Rico per aiutare a monitorare i turisti arrivati sull'isola attraverso gli aeroporti e le navi da crociera. Nella sezione 6 del bollettino, i cittadini di Porto Rico sono stati sottoposti a un coprifuoco che permetteva loro di lasciare le proprie case dalle 5:00 alle 21:00 per motivi specifici come l'acquisto di medicine, visite mediche, l'acquisto di generi alimentari o prendersi cura di una persona malata.
I primi casi di COVID-19 a Porto Rico segnalati il 13 marzo erano due turisti italiani (la donna di 68 anni con sintomi influenzati, il marito asintomatico) e un malato di cancro di 71 anni. La governatrice, preoccupata per il mancato rispetto del coprifuoco stabilito il 12 marzo, ha intrapreso azioni ancora più incisive, chiedendo la chiusura di tutte le attività non essenziali dal 15 al 30 marzo. La prima morte registrata è stata la donna italiana di 68 anni; pochi giorni dopo è stato riportato che suo marito era guarito dal virus. I test sono stati condotti dagli ospedali veterani, dai laboratori privati e dal Dipartimento della Salute di Porto Rico.

## Andamento dei contagi
| Data | Data       |  | Numero di casi | Numero di morti |
| --- | ---------- |  | -------------- | --------------- |
| 13-03-2020 | 13-03-2020 |  | 3(N.D.)        | 0(N.D.)         |
| 14-03-2020 | 14-03-2020 |  | 3(=)           | 0(N.D.)         |
| 15-03-2020 | 15-03-2020 |  | 5(+67%)        | 0(N.D.)         |
| 16-03-2020 | 16-03-2020 |  | 5(=)           | 0(N.D.)         |
| 17-03-2020 | 17-03-2020 |  | 5(=)           | 0(N.D.)         |
| 18-03-2020 | 18-03-2020 |  | 6(+20%)        | 0(N.D.)         |
| 19-03-2020 | 19-03-2020 |  | 6(=)           | 0(N.D.)         |
| 20-03-2020 | 20-03-2020 |  | 14(+133%)      | 0(N.D.)         |
| 21-03-2020 | 21-03-2020 |  | 21(+50%)       | 1(N.D.)         |
| 22-03-2020 | 22-03-2020 |  | 23(+10%)       | 1(=)            |
| 23-03-2020 | 23-03-2020 |  | 31(+35%)       | 2(+100%)        |
| 24-03-2020 | 24-03-2020 |  | 39(+26%)       | 2(=)            |
| 25-03-2020 | 25-03-2020 |  | 51(+31%)       | 2(=)            |
| 26-03-2020 | 26-03-2020 |  | 64(+25%)       | 2(=)            |
| 27-03-2020 | 27-03-2020 |  | 79(+23%)       | 3(+50%)         |
| 28-03-2020 | 28-03-2020 |  | 100(+27%)      | 3(=)            |
| 29-03-2020 | 29-03-2020 |  | 127(+27%)      | 5(+67%)         |
| 30-03-2020 | 30-03-2020 |  | 174(+37%)      | 6(+20%)         |
| 31-03-2020 | 31-03-2020 |  | 239(+37%)      | 8(+33%)         |
| 01-04-2020 | 01-04-2020 |  | 286(+20%)      | 11(+37%)        |
| 02-04-2020 | 02-04-2020 |  | 316(+10%)      | 12(+9%)         |
| 03-04-2020 | 03-04-2020 |  | 378(+20%)      | 15(+25%)        |
| 04-04-2020 | 04-04-2020 |  | 452(+20%)      | 18(+20%)        |
| 05-04-2020 | 05-04-2020 |  | 475(+5%)       | 20(+11%)        |
| 06-04-2020 | 06-04-2020 |  | 513(+8%)       | 21(+5%)         |
| 07-04-2020 | 07-04-2020 |  | 573(+12%)      | 23(+10%)        |
| 08-04-2020 | 08-04-2020 |  | 620(+8%)       | 24(+4%)         |
| 09-04-2020 | 09-04-2020 |  | 683(+10%)      | 33(+37%)        |
| 10-04-2020 | 10-04-2020 |  | 725(+6%)       | 39(+18%)        |
| 11-04-2020 | 11-04-2020 |  | 788(+9%)       | 42(+8%)         |
| 12-04-2020 | 12-04-2020 |  | 897(+14%)      | 44(+5%)         |
| 13-04-2020 | 13-04-2020 |  | 903(+0.7%)     | 45(+2%)         |
| 14-04-2020 | 14-04-2020 |  | 923(+2%)       | 45(=)           |
| 15-04-2020 | 15-04-2020 |  | 974(+6%)       | 51(+13%)        |
| 16-04-2020 | 16-04-2020 |  | 1,043(+7%)     | 56(+10%)        |
| 17-04-2020 | 17-04-2020 |  | 1,068(+2%)     | 58(+4%)         |
| 18-04-2020 | 18-04-2020 |  | 1,118(+5%)     | 60(+3%)         |
| 19-04-2020 | 19-04-2020 |  | 1,213(+8%)     | 62(+3%)         |
| 20-04-2020 | 20-04-2020 |  | 1,252(+3%)     | 63(+2%)         |
| 21-04-2020 | 21-04-2020 |  | 1,298(+3.7%)   | 64(+1,6%)       |
| 22-04-2020 | 22-04-2020 |  | 1,378(+6.2%)   | 67(+4.7%)       |
| 23-04-2020 | 23-04-2020 |  | 1,416(+2.7%)   | 69(+3.0%)       |
| 24-04-2020 | 24-04-2020 |  | 1,276(=)       | 77(+12%)        |
| 25-04-2020 | 25-04-2020 |  | 1,307(+2.4%)   | 83(+7.8%)       |
| 26-04-2020 | 26-04-2020 |  | 1,371(+4.9%)   | 84(+1.2%)       |
| 27-04-2020 | 27-04-2020 |  | 1,389(+1.3%)   | 84(=)           |
| 28-04-2020 | 28-04-2020 |  | 1,400(+0.8%)   | 86(+2.4%)       |
| 29-04-2020 | 29-04-2020 |  | 1,433(+2.4%)   | 86(=)           |
| 30-04-2020 | 30-04-2020 |  | 1,539(+7.4%)   | 92(+7.0%)       |
| 01-05-2020 | 01-05-2020 |  | 1,575(+2.3%)   | 94(+2.2%)       |
| 02-05-2020 | 02-05-2020 |  | 1,757(+11.5%)  | 95(+1.1%)       |
| 03-05-2020 | 03-05-2020 |  | 1,808(+2.9%)   | 97(+2.1%)       |
| 04-05-2020 | 04-05-2020 |  | 1,843(+1.9%)   | 97(=)           |
| 05-05-2020 | 05-05-2020 |  | 1,924(+4.4%)   | 99(+2.1%)       |
| 06-05-2020 | 06-05-2020 |  | 1,968(+2.3%)   | 99(=)           |
| 07-05-2020 | 07-05-2020 |  | 2,031(+3.2%)   | 102(+3.0%)      |
| 08-05-2020 | 08-05-2020 |  | 2,156(+6.2%)   | 107(+4.9%)      |
| 09-05-2020 | 09-05-2020 |  | 2,173(+0.8%)   | 108(+0.9%)      |
| 10-05-2020 | 10-05-2020 |  | 2,198(+1.1%)   | 111(+2.8%)      |
| 11-05-2020 | 11-05-2020 |  | 2,256(+2.6%)   | 113(+1.8%)      |
| 12-05-2020 | 12-05-2020 |  | 2,299(+1.9%)   | 114(+0.88%)     |
| 13-05-2020 | 13-05-2020 |  | 2,329(+1.3%)   | 115(+0.88%)     |
| 14-05-2020 | 14-05-2020 |  | 2,427(+4.2%)   | 117(+1.7%)      |
| 15-05-2020 | 15-05-2020 |  | 2,542(+4.7%)   | 122(+4.3%)      |
| 16-05-2020 | 16-05-2020 |  | 2,589(+1.8%)   | 122(=)          |
| 17-05-2020 | 17-05-2020 |  | 2,646(+2.2%)   | 123(+0.82%)     |
| 18-05-2020 | 18-05-2020 |  | 2,710(+2.4%)   | 124(+0.81%)     |
| 19-05-2020 | 19-05-2020 |  | 2,805(+3.5%)   | 124(=)          |
| 20-05-2020 | 20-05-2020 |  | 2,866(+2.2%)   | 125(+0.81%)     |
| 21-05-2020 | 21-05-2020 |  | 2,913(+1.6%)   | 126(+0.80%)     |
| 22-05-2020 | 22-05-2020 |  | 3,030(+4.0%)   | 126(=)          |
| 23-05-2020 | 23-05-2020 |  | 3,100(+2.3%)   | 127(+0.79%)     |
| 24-05-2020 | 24-05-2020 |  | 3,189(+2.9%)   | 127(=)          |
| 25-05-2020 | 25-05-2020 |  | 3,260(+2.2%)   | 129(+1.6%)      |
| 26-05-2020 | 26-05-2020 |  | 3,324(+2.0%)   | 129(=)          |
| 27-05-2020 | 27-05-2020 |  | 3,397(+2.2%)   | 129(=)          |
| 28-05-2020 | 28-05-2020 |  | 3,486(+2.6%)   | 131(+1.5%)      |
| 29-05-2020 | 29-05-2020 |  | 3,647(+4.6%)   | 132(+0.76%)     |
| 30-05-2020 | 30-05-2020 |  | 3,776(+3.5%)   | 136(+3%)        |
| 31-05-2020 | 31-05-2020 |  | 3,873(+2.6%)   | 136(+0%)        |
| 01-06-2020 | 01-06-2020 |  | 3,935(+1.6%)   | 138(+1.5%)      |
| 02-06-2020 | 02-06-2020 |  | 4,023(+2.2%)   | 140(+1.4%)      |
| 03-06-2020 | 03-06-2020 |  | 4,508(+12%)    | 140(+0%)        |
| 04-06-2020 | 04-06-2020 |  | 4,620(+2.5%)   | 141(+0.71%)     |
| 05-06-2020 | 05-06-2020 |  | 4,915(+6.4%)   | 142(+0.71%)     |
| 06-06-2020 | 06-06-2020 |  | 4 985(+1,4%)   | 142(=)          |
| 07-06-2020 | 07-06-2020 |  | 5 046(+1,2%)   | 142(=)          |
| 08-06-2020 | 08-06-2020 |  | 5 185(+2,8%)   | 142(=)          |
| 09-06-2020 | 09-06-2020 |  | 5 329(+2,8%)   | 143(+0,7%)      |
| 10-06-2020 | 10-06-2020 |  | 5 352(+0,43%)  | 144(+0,7%)      |
| 11-06-2020 | 11-06-2020 |  | 5 536(+3,4%)   | 146(+1,4%)      |
| 12-06-2020 | 12-06-2020 |  | 5 690(+2,8%)   | 146(=)          |
| 13-06-2020 | 13-06-2020 |  | 5 811(+2,1%)   | 147(+0,68%)     |
| 14-06-2020 | 14-06-2020 |  | 5 890(+1,4%)   | 147(=)          |
| 15-06-2020 | 15-06-2020 |  | 5 951(+1%)     | 147(=)          |
| 16-06-2020 | 16-06-2020 |  | 6 003(+0,87%)  | 147(=)          |
| 17-06-2020 | 17-06-2020 |  | 6 111(+1,8%)   | 147(=)          |
| 18-06-2020 | 18-06-2020 |  | 6 195(+1,4%)   | 147(=)          |
| 19-06-2020 | 19-06-2020 |  | 6 463(+4,3%)   | 147(=)          |
| 20-06-2020 | 20-06-2020 |  | 6 525(+0,96%)  | 149(+1,4%)      |
| 21-06-2020 | 21-06-2020 |  | 6 564(+0,6%)   | 149(=)          |
| 22-06-2020 | 22-06-2020 |  | 6 685(+1,8%)   | 149(=)          |
| 23-06-2020 | 23-06-2020 |  | 6 731(+0,69%)  | 149(=)          |
| 24-06-2020 | 24-06-2020 |  | 6 820(+1,3%)   | 149(=)          |
| ⋮ |            |  |                |                 |
| 21-11-2020 | 21-11-2020 |  | 45 268(N.D.)   | 1 012(N.D.)     |
| 22-11-2020 | 22-11-2020 |  | 46 235(+2,1%)  | 1 017(+0,49%)   |
| 23-11-2020 | 23-11-2020 |  | 46 923(+1,5%)  | 1 032(+1,5%)    |
| 24-11-2020 | 24-11-2020 |  | 47 216(+0,62%) | 1 038(+0,58%)   |
| 25-11-2020 | 25-11-2020 |  | 47 345(+0,27%) | 1 052(+1,3%)    |
| 26-11-2020 | 26-11-2020 |  | 47 854(+1,1%)  | 1 069(+1,6%)    |
| 27-11-2020 | 27-11-2020 |  | 49 226(+2,9%)  | 1 076(+0,65%)   |
| 28-11-2020 | 28-11-2020 |  | 50 081(+1,7%)  | 1 083(+0,65%)   |
| 29-11-2020 |            |  |                |                 |
| 30-11-2020 | 30-11-2020 |  | 50 988(N.D.)   | 1 106(N.D.)     |
| 01-12-2020 | 01-12-2020 |  | 51 647(+1,3%)  | 1 122(+1,4%)    |
| 02-12-2020 | 02-12-2020 |  | 52 009(+0,7%)  | 1 144(+2%)      |
| 03-12-2020 | 03-12-2020 |  | 52 349(+0,65%) | 1 155(+0,96%)   |
| 04-12-2020 |            |  |                |                 |
| 05-12-2020 | 05-12-2020 |  | 53 633(N.D.)   | 1 185(N.D.)     |
| 06-12-2020 | 06-12-2020 |  | 54 746(+2,1%)  | 1 192(+0,59%)   |
| 07-12-2020 | 07-12-2020 |  | 55 680(+1,7%)  | 1 203(+0,92%)   |
| 08-12-2020 | 08-12-2020 |  | 56 242(+1%)    | 1 206(+0,25%)   |
| 09-12-2020 | 09-12-2020 |  | 56 674(+0,77%) | 1 219(+1,1%)    |
| 10-12-2020 | 10-12-2020 |  | 57 096(+0,74%) | 1 238(+1,6%)    |
| 11-12-2020 | 11-12-2020 |  | 58 629(+2,7%)  | 1 249(+0,89%)   |
| 12-12-2020 |            |  |                |                 |
| 13-12-2020 | 13-12-2020 |  | 59 842(N.D.)   | 1 272(N.D.)     |
| 14-12-2020 |            |  |                |                 |
| 15-12-2020 | 15-12-2020 |  | 60 668(N.D.)   | 1 294(N.D.)     |
| 16-12-2020 | 16-12-2020 |  | 60 792(+0,2%)  | 1 312(+1,4%)    |
| 17-12-2020 | 17-12-2020 |  | 61 783(+1,6%)  | 1 323(+0,84%)   |
| 18-12-2020 | 18-12-2020 |  | 63 075(+2,1%)  | 1 333(+0,76%)   |
| 19-12-2020 | 19-12-2020 |  | 64 182(+1,8%)  | 1 342(+0,68%)   |
| 20-12-2020 | 20-12-2020 |  | 64 697(+0,8%)  | 1 368(+1,9%)    |
| 21-12-2020 | 21-12-2020 |  | 65 064(+0,57%) | 1 382(+1%)      |
| 22-12-2020 | 22-12-2020 |  | 66 067(+1,5%)  | 1 391(+0,65%)   |
| 23-12-2020 | 23-12-2020 |  | 66 583(+0,78%) | 1 408(+1,2%)    |
| 24-12-2020 | 24-12-2020 |  | 66 871(+0,43%) | 1 423(+1,1%)    |
| 25-12-2020 | 25-12-2020 |  | 67 426(+0,83%) | 1 432(+0,63%)   |
| 26-12-2020 | 26-12-2020 |  | 68 461(+1,5%)  | 1 432(=)        |
| 27-12-2020 | 27-12-2020 |  | 69 265(+1,2%)  | 1 445(+0,91%)   |
| 28-12-2020 | 28-12-2020 |  | 69 661(+0,57%) | 1 456(+0,76%)   |
| 29-12-2020 |            |  |                |                 |
| 30-12-2020 | 30-12-2020 |  | 71 342(N.D.)   | 1 484(N.D.)     |
| 31-12-2020 | 31-12-2020 |  | 71 650(+0,43%) | 1 503(+1,3%)    |
| 01-01-2021 | 01-01-2021 |  | 72 327(+0,94%) | 1 521(+1,2%)    |
| 02-01-2021 | 02-01-2021 |  | 73 162(+1,2%)  | 1 526(+0,33%)   |
| Fonti: - Ministero della sanità portoricano fino al 24 aprile 2020 - Ministero della sanità portoricano dopo il 24 aprile 2020: - Ultimo aggiornamento: 02.01.2021 |            |  |                |                 |